# Diego de los Roeles
Diego de los Roeles fou un religiós castellà, que esdevingué bisbe d'Àvila entre els anys 1378 i 1394.
El cronista Gil González Dávila diu que fou natural de Toledo i erròniament diu que era senyor de la meitat de Fuensalida, quan en realitat ho fou Diego Gómez de Fuensalida, bisbe anys més tard. Vers 1378, probablement quan Roeles ja era bisbe, un grup d'homes del tercer Orde de Sant Francesc, encapçalats per un individu anomenat Fernando, van demanar un cenobi. Roeles els l'atorgà amb el consentiment del capítol catedralici, l'ermitori de Santa María de la Mejorada, tocant la població d'Olmedo (Valladolid). El 1390, el capítol de la catedral va donar-los possessions i terres i, de fet, aquell monestir va ser un receptor de donacions i de mecenatge dels monarques castellans, com Joan I. A dins d'Àvila, el 1378, es va donar l'antiga parròquia de San Silvestre com a convent per a religiosos del Carme, que s'incorporà a l'orde de sant Domènec. D'altra banda, González Dávila també atribueix a Roeles, possiblement erròniament, la fundació del convent de l'orde de sant Agustí a Arenas de San Pedro, també atribuït a Gómez de Fuensalida, segons l'abat Tirón, el 1436.
El 4 de juliol de 1384, Roeles va celebrar un sínode diocesà a la població de Bonilla de la Sierra, les disposicions del qual van perdurar molt, fins al sínode de 1481 celebrat per Alfonso de Fonseca, malgrat que es van celebrar altres sínodes entre aquestes dues dates, no van tenir tanta repercussió. Un dels seus enunciats fou sobre els sagraments, especialment sobre la sacralitat del matrimoni, afirmant que aquest "debe ser fecho públicamente en faz de la Eglesia entre el marido et la muger". Tanmateix, també fou l'autor de les primeres Constitucions avileses de 1250, és a dir el recopilador, que van ser confirmades més tard pel papa Lleó X el 1519, i que van mantenir-se vigents a la diòcesi encara més, fins a l'any 1760.
Diu González Dávila que Roeles acompanyà a Joan I en una campanya a Carmona, a lluitar contra els musulmans i que morí, probablement allà. El bisbe fou enterrat a la catedral d'Àvila, a la capella major, al costat de l'evangeli.